# The Wedding
The Wedding (Alternativtitel: Oprah Winfrey Presents: The Wedding) ist ein US-amerikanisches, für das Fernsehen produziertes Filmdrama aus dem Jahr 1998. Regie führte Charles Burnett, das Drehbuch schrieb Lisa Jones anhand eines Romans von Dorothy West.

## Handlung
Die Handlung spielt auf Martha’s Vineyard im Jahr 1953. Die einer vermögenden Familie entstammende Afroamerikanerin Shelby Coles verliebt sich in den weißen Musiker Meade Howell, den sie heiraten will. Ihre Mutter Corinne akzeptiert zuerst die Verbindung nicht, später zeigt sie Verständnis dafür.
Rückblenden zeigen, dass Shelbys Vater Clark nicht aus Liebe, sondern aus finanziellen Gründen heiratete. Corinne findet Fahrkarten, die ihr zeigen, dass ihr Mann sie wegen einer anderen Frau verlassen will. Sie verbrennt die Fahrkarten, später stellt sie ihren Mann zur Rede.
Einige Wochen vor der Hochzeit offenbart Howell der Familie seiner Verlobten, dass seine Familie den Feierlichkeiten fernbleiben wird. Die den besseren gesellschaftlichen Kreisen angehörenden Coles begegnen der Absage der verarmten Howells mit Sarkasmus.
Shelby lernt den alleinerziehenden Vater von drei Töchtern, den Afroamerikaner Lute McNeil, kennen. Sie und McNeil kommen sich näher. McNeil ist verheiratet, seine getrennt lebende Frau lehnt jedoch die Scheidung ab. Er verursacht in der Aufregung einen Autounfall, in dem eine seiner Töchter verletzt wird. Shelby kehrt zu Howell zurück, den sie am Ende heiratet.

## Hintergrund
Der Film wurde in Southport (North Carolina) und in Wilmington (North Carolina) gedreht. Zum ersten Mal wurde er im Februar 1998 von der American Broadcasting Company in zwei Teilen ausgestrahlt.

## Kritik
„Basierend auf dem Roman von Dorothy West verkauft ‚The Wedding‘ die Vorstellung, dass die schwarze Gesellschaft der oberen Schicht in der ersten Hälfte des 20. Jahrhunderts genauso dysfunktional und hinterhältig sein könnte wie ihr kaukasisches Gegenstück. Es könnte auch fast genauso rassistisch sein. Die Themen, die in der Adaption der Schreiberin Lisa Jones aufgeworfen werden, sind im Allgemeinen zwingende Fragen zu Klassenkampf, gemischtrassigen Interaktionen und familiärem Engagement. Aber die Ausführung von Jones klickt nie ganz, was teilweise auf ein schwaches Casting zurückzuführen ist.“

## Auszeichnungen
Shirley Knight wurde im Jahr 1999 für den Golden Satellite Award nominiert. Halle Berry, Lynn Whitfield und der Film als Herausragender Fernsehfilm wurden 1999 für den Image Award nominiert.